# Humain

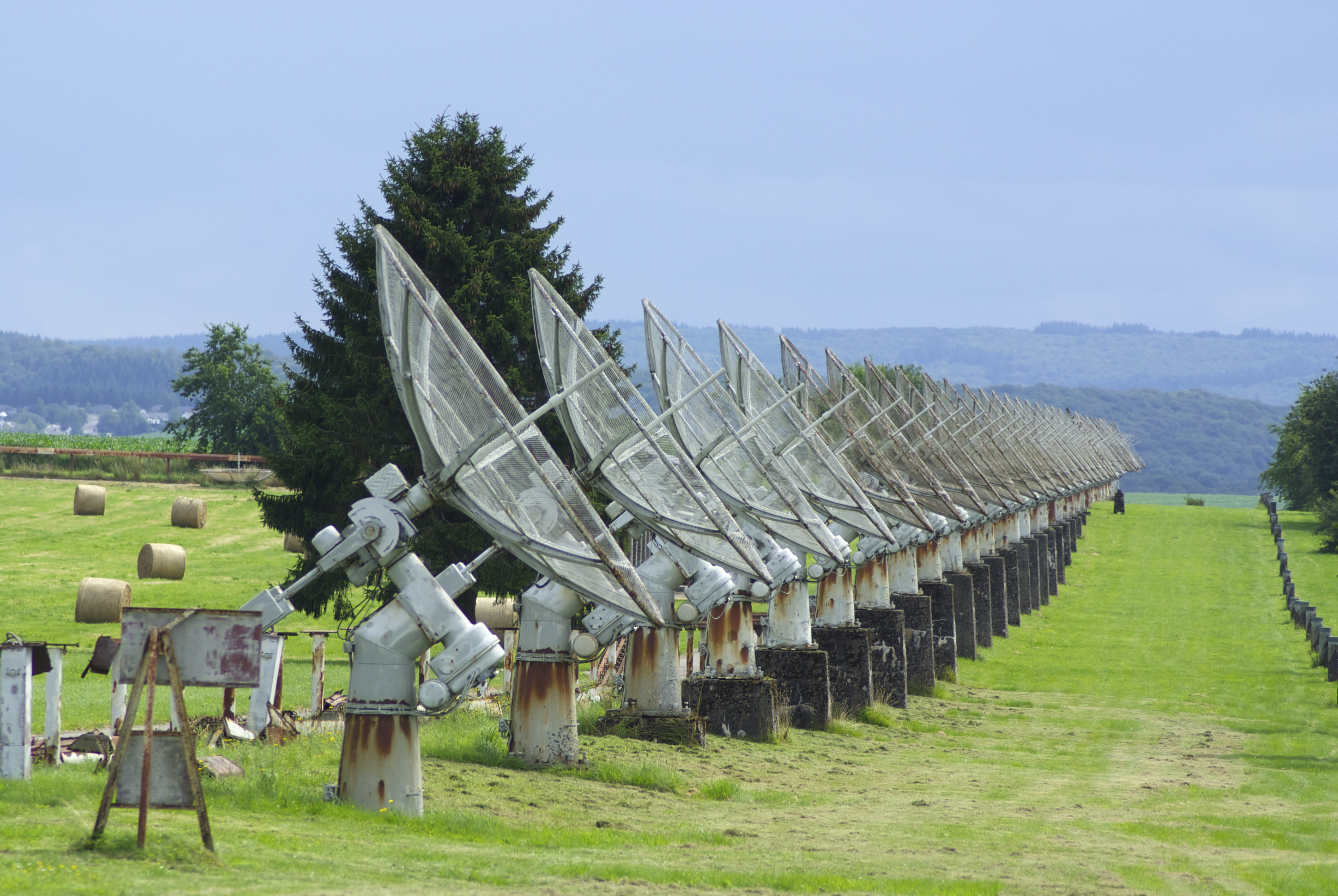
Parabolantennen (2012)

Humain (wallonisch Umin) ist ein Ort in Belgien.
Mit dem Zusammenschluss belgischer Gemeinden von 1977 wurde es ein Teil der Gemeinde Marche-en-Famenne. In Humain gibt es die Kirche Saint-Martin von 1953, ein Schloss von 1756, das „château de Humain“, und eine radioastronomische Station der Königlichen Sternwarte.